# Брици, Джузеппе
Джузеппе Брици (итал. Giuseppe Brizi; 19 марта 1942, Мачерата, Марке — 9 июня 2022, Мачерата, Марке) — итальянский футболист и футбольный тренер, играл на позиции защитника.

## Биография

### Игровая карьера
Брици начал карьеру в клубе Серии C «Мачератезе». 
В 1962 году перешёл в «Фиорентину», за которую играл в течение 14 сезонов. В составе «фиалок» Брици выиграл второй в истории клуба чемпионский титул, два Кубка Италии и Кубок Митропы в 1966 году. Всего в Серии A за «Фиорентину» сыграл 280 матчей и забил 2 гола. 
В 1976 году вернулся в «Мачератезе», в котором отыграл один сезон и закончил игровую карьеру.

### Тренерская карьера
Неоднократно работал главным тренером «Мачератезе», также возглавлял «Виртус Ланчано», «Ферману» и «Санджиустезе».

### Смерть
Скончался 9 июня 2022 года в возрасте 80 лет.

## Достижения
«Фиорентина»
- Чемпион Италии (1) : 1968/69
- Обладатель Кубка Италии (2) : 1965/66, 1974/75
- Обладатель Кубка Митропы (1) : 1966